# 富士見町小沢
富士見町小沢（ふじみまちおざわ）は、群馬県前橋市の地名。旧富士見村時代は、住所で勢多郡富士見村大字小沢の地域である。また、前橋市合併後は粕川町と同じように村名の富士見村が富士見町となり、そのあと大字名がつくため前橋市富士見町○○となる。面積は0.92km2(2013年現在)。郵便番号は371-0115。

## 地理
赤城山のふもとであり、緑豊か。
赤城白川が地域の東端を北から南に流れている。

## 歴史
江戸時代頃からある地名であり、前橋藩領だった。寛文4年前橋藩士川合勘解由の「見立新田」として成立した。

### 年表
- 1889年 市町村制が施行され、小沢新田村は近隣13村と合併し南勢多郡富士見村ができる。そのため群馬県南勢多郡富士見村大字小沢となる。
- 1896年 郡統合（東群馬郡と南勢多郡の統合）により勢多郡に所属し勢多郡富士見村大字小沢新田となる。
- 1919年 大字名が、「小沢新田」から「小沢」となる。
- 2009年 富士見村が前橋市へ編入合併したため、群馬県前橋市富士見町小沢となる。
- 2017年5月12日 当町の全域が区域となっている、前橋・赤城地域がチッタスロー国際連盟に加盟する[6]。

## 世帯数と人口
2017年（平成29年）8月31日現在の世帯数と人口は以下の通りである。
| 町丁         | 世帯数  | 人口    |
| ------------ | ------- | ------- |
| 富士見町小沢 | 383世帯 | 1,007人 |

## 小・中学校の学区
市立小・中学校に通う場合、学区は以下の通りとなる。
| 番地 | 小学校             | 中学校               |
| ---- | ------------------ | -------------------- |
| 一部 | 前橋市立原小学校   | 前橋市立富士見中学校 |
| 一部 | 前橋市立石井小学校 | 前橋市立富士見中学校 |

## 交通

### 鉄道
町内に鉄道駅はない。

### バス
関越交通が運行を行っているデマンドバス方式のるんるんバスがある。

### 道路
群馬県道34号渋川大胡線が地域の中央を東西に通っている。

## 施設
- 前橋市富士見保健センター
- 前橋市消防局北消防署白川分署
- 前橋市富士見保育園

## 避難所
当町が避難対象区域となった場合、隣接する富士見町田島にある前橋市立富士見中学校に避難する。